# Enotocleptes inermicollis
Enotocleptes inermicollis är en skalbaggsart som beskrevs av Stefan von Breuning 1940. Enotocleptes inermicollis ingår i släktet Enotocleptes och familjen långhorningar.
Artens utbredningsområde är Fiji. Inga underarter finns listade i Catalogue of Life.